# Lars Magnus Engström

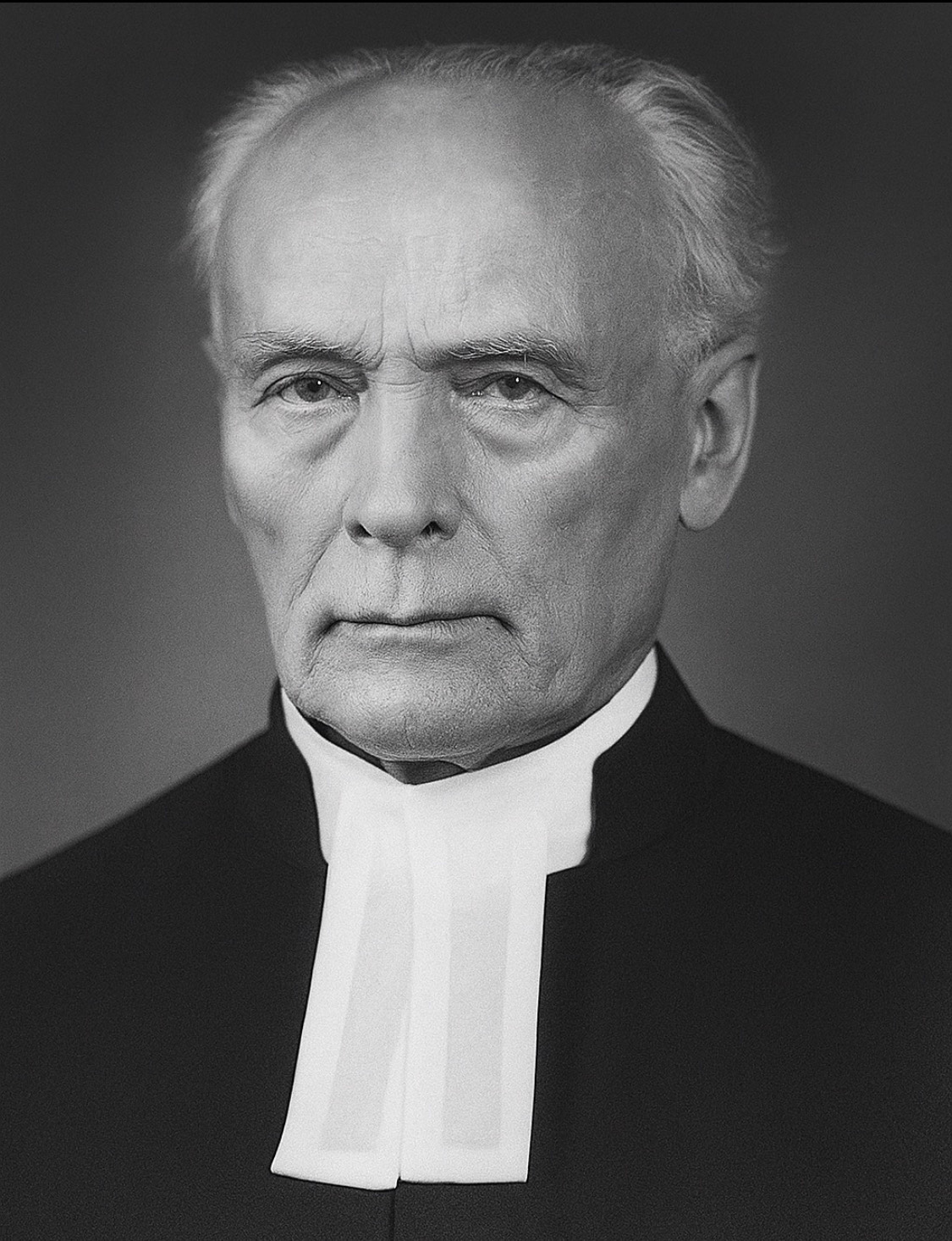
Lars Magnus Engström, känd som "Bolstadprosten".

Lars Magnus Engström, född 28 februari 1867 Grinstads socken, död 22 juni 1951, var en svensk präst och kyrkoherde i Bolstads församling, Dalsland. Han kallades även "Bolstadprosten". 

## Biografi
Engström blev 1914 kyrkoherde i Bolstad och 1918 kontraktsprost i Södra Dals kontrakt. Han fick av biskopen i Karlstad uppdrag att skriva en prästmötesavhandling med titeln Lokalförsamlingen, som förelades prästmötet 1917.
Han är mest känd för att han under 1920-talet ledde den rörelse inom Svenska kyrkan som verkade för att katekesundervisningen skulle få vara kvar i den allmänna skolans kristendomsundervisning. Dåvarande ecklesiastikminister Värner Rydén ville reformera folkskolans kristendomsundervisning och förbjöd användandet av Martin Luthers lilla katekes som lärobok. Engström satte sig över katekesförbudet, och som ordförande i socknens skolråd i Bolstad drev han igenom fortsatt katekesläsning. Myndigheterna bemötte denna olydnad med att vägra utbetala statsbidrag till lärarlönerna, en summa på 24 000 kronor för åren 1928 och 1929. En tidning i provinsen startade en riksinsamling för att ersätta förlusten och inbringade på kort tid 100 000 kronor, och över 350 000 personer undertecknade ett upprop om katekesens återinförande. Regeringen slog till reträtt och lättade på katekesförbudet, samtidigt som Bolstad gick in för en mjukare linje och avstod från katekesen.
Bland hans övriga skrifter märks För det inre livet (1920, 4:e upplagan 1925) och Vid anhörigas död: Trösteord till efterlevande (1927, 10:e upplagan 1959). Han skrev även biografier över Eric Josias Sparre och Emanuel Laurell.
LM Engströms gymnasium i Göteborg är uppkallat efter Engström.